# Бейдін (Північна Кароліна)
Бейдін (англ. Badin) — місто (англ. town) в США, в окрузі Стенлі штату Північна Кароліна. Населення — 2024 особи (2020).

## Географія
Бейдін розташований за координатами 35°24′26″ пн. ш. 80°7′6″ зх. д. / 35.40722° пн. ш. 80.11833° зх. д. (35.407153, -80.118341).  За даними Бюро перепису населення США в 2010 році місто мало площу 4,70 км², уся площа — суходіл.

## Демографія
Згідно з переписом 2010 року, у місті мешкали 1974 особи в 483 домогосподарствах у складі 311 родини. Густота населення становила 420 осіб/км².  Було 602 помешкання (128/км²).
Расовий склад населення:
| - 55,4 % — білих - 39,0 % — чорних або афроамериканців - 0,9 % — корінних американців - 0,4 % — азіатів - 3,6 % — осіб інших рас |

До двох чи більше рас належало 0,8 %. Частка іспаномовних становила 6,4 % від усіх жителів.
За віковим діапазоном населення розподілялося таким чином: 13,2 % — особи молодші 18 років, 75,2 % — особи у віці 18—64 років, 11,6 % — особи у віці 65 років та старші. Медіана віку мешканця становила 39,6 року. На 100 осіб жіночої статі у місті припадало 223,1 чоловіків;  на 100 жінок у віці від 18 років та старших — 256,9 чоловіків також старших 18 років.
Середній дохід на одне домашнє господарство  становив 41 707 доларів США (медіана — 29 924), а середній дохід на одну сім'ю — 49 510 доларів (медіана — 38 333). Медіана доходів становила 35 500 доларів для чоловіків та 30 278 доларів для жінок. За межею бідності перебувало 11,0 % осіб, у тому числі 20,1 % дітей у віці до 18 років та 1,4 % осіб у віці 65 років та старших.
Цивільне працевлаштоване населення становило 478 осіб. Основні галузі зайнятості: освіта, охорона здоров'я та соціальна допомога — 31,2 %, виробництво — 22,6 %, роздрібна торгівля — 9,0 %, науковці, спеціалісти, менеджери — 8,2 %.